# NGC 6939
NGC 6939 (auch Geisterbuschhaufen genannt) ist ein offener Sternhaufen vom Typ I1m im Sternbild Kepheus am Nordsternhimmel. NGC 6939 hat eine Winkelausdehnung von 10´ × 10´ und eine scheinbare Helligkeit von 7,8 mag.
Im Allgemeinen wird seine Entfernung auf etwa 6000 Lichtjahre geschätzt, aber die veröffentlichten Werte schwanken zwischen 4000 und 9000 Lichtjahren, da der Bereich zwischen ihm und dem Sonnensystem durch interstellare Materie stark „verschmutzt“ ist. Mit einem Alter von rund 1,6 Milliarden Jahren ist NGC 6939 eines der ältesten bekannten Objekte dieser Art.
Entdeckt wurde das Objekt am 9. September 1798 von William Herschel, zusammen mit der nur vierzig Bogenminuten südöstlich gelegenen Spiralgalaxie NGC 6946.